# Peucedanum cervaria
Peucedanum cervaria es una especie de planta herbácea  perteneciente a la familia Apiaceae. 

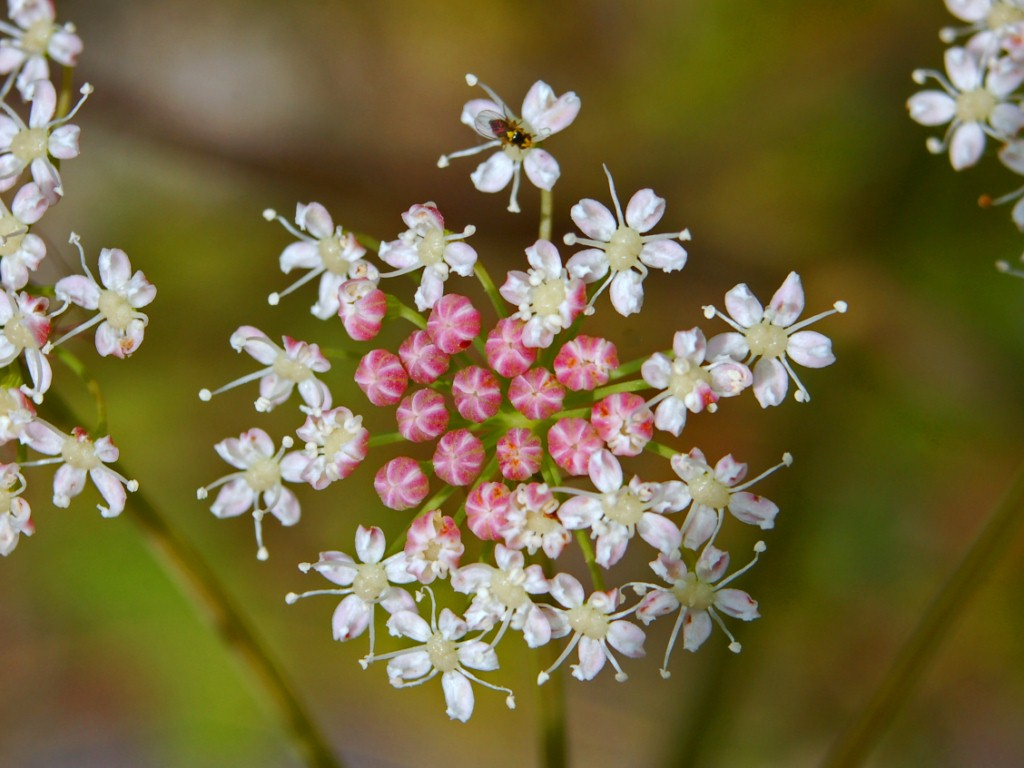
Inflorescencia

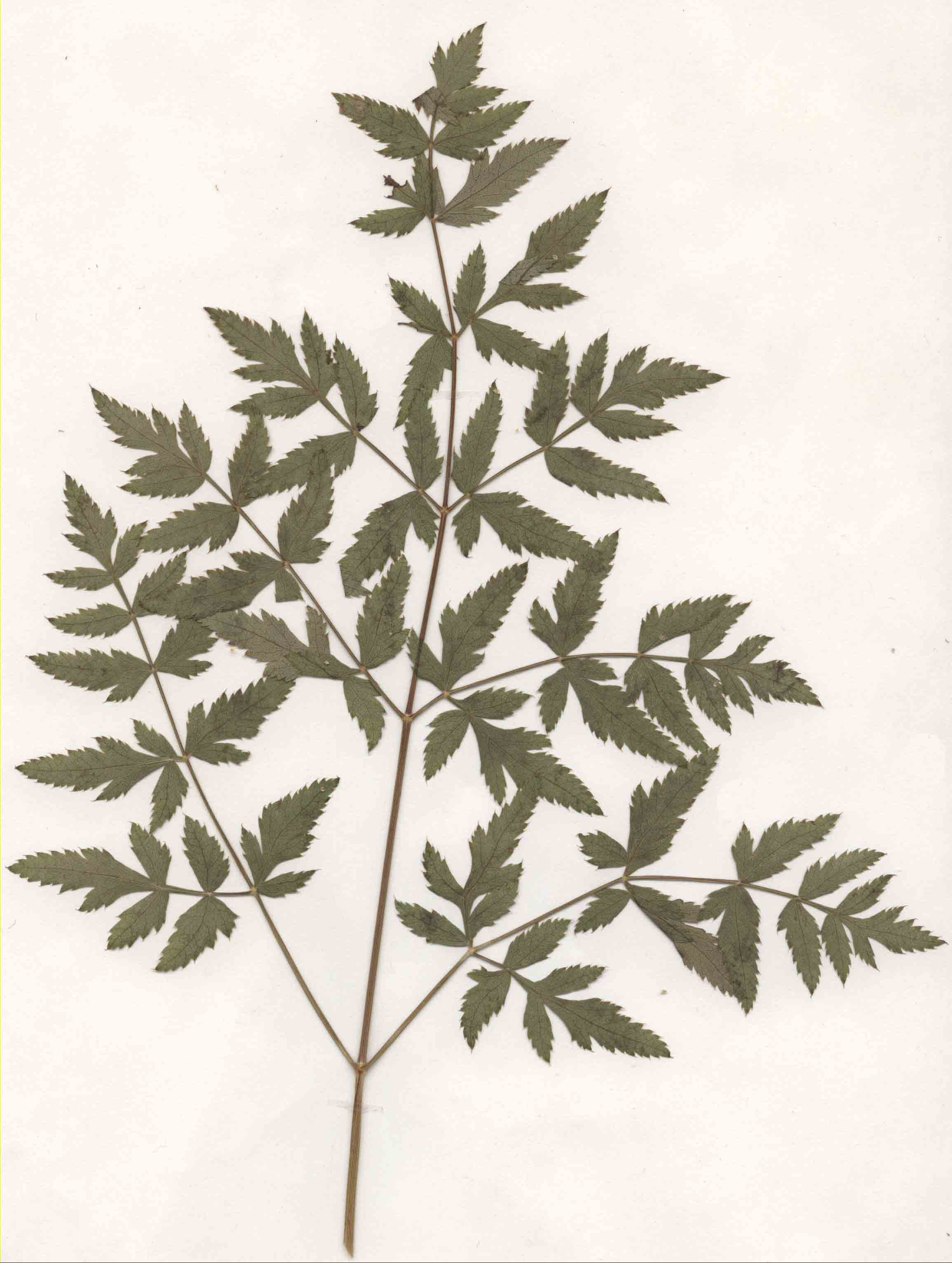
Detalle de las hojas

## Descripción
Es una planta perenne. Con rizoma de 1-2 cm de diámetro, grueso. Cepa con restos fibrosos, alguna vez escasos. Tallo de (30)100-150 cm, sólido, profundamente estriado, glabro, con frecuencia rojizo, con (1)2-5 ramas en la mitad superior, que generalmente forman con él ángulo de más de 45°. Hojas basales hasta de 60 cm, con limbo hasta de 40 × 40 cm, de contorno triangular, 2-3 pinnatisecto, con 4-5 pares de divisiones primarias, que forman con el raquis un ángulo casi recto, divisiones de último orden hasta de 7 × 6 cm, de ovales a triangular-lanceoladas, hacia la base con lóbulos hendidos y hacia el ápice menos pronunciados, margen con dientes muy irregulares, grandes, largamente apiculados; hojas medias generalmente pinnatisectas, con 4 divisiones primarias, las de último orden hasta de 5 × 4 cm, ± triangulares, pecioluladas, con margen irregularmente aserrado –con dientes engrosados– y escabriúsculo, pecíolos más cortos que el limbo, cilíndricos, envainadores; hojas superiores 2 pinnatisectas, con 2-3 divisiones primarias, las de último orden de c. 0,7 × 0,5 cm, lanceoladas o triangulares, con el pecíolo prolongado en vaina hasta de 0,8 cm de anchura. Las inflorescencias en umbelas con 25-35 radios de 4-12 cm, subiguales, con nervios escábridos en la cara interna. Brácteas (4)10-15, de 10-20 × 2-3 mm, linear-lanceoladas. Umbélulas con 25-40(45) flores, con radios de 1-1,2 cm, escábrido-papilosos. Bractéolas 6-8 mm, lineares. Cáliz con dientes minúsculos, triangulares, de ápice blanquecino. Pétalos 0,9-1 × 0,7-0,8 mm, suborbiculares, no emarginados, blancos, con el nervio central del mismo color y poco abultado. Estilopodio deprimido; estilos divergentes, filiformes, rematados en estigma corto, algo más grueso que el estilo. Frutos hasta de 8,5 × 4,5 mm, de contorno elíptico o suborbicular, en ocasiones levemente emarginados en la base; mericarpo con 3 costillas bien visibles, anchas, verdes; ala de 0,4-1,4 mm de anchura. Tiene un número de cromosomas de 2n = 22*; n = 11.

## Distribución y hábitat
Se encuentra en taludes, zonas abiertas de matorral, orlas y claros de bosque, en hayedos, robledales, quejigales, pinares, choperas, etc., en suelos, con frecuencia, algo húmedos y ricos en materia orgánica, generalmente en substratos básicos; a una altitud de 0-1400 metros en Europa central y meridional, Cáucaso y, acaso, Argelia. Cuadrante NE de la península ibérica.

## Taxonomía
Peucedanum cervaria fue descrita por  (Carlos Linneo) Lapeyr. y publicado en Hist. Pl. Pyrénées: 149 (1813)
Sinonimia
- Selinum cervaria L.[3]
- Athamanta cervaria (L.) L.
- ervaria glauca Lam. ex Gaudin
- Cervaria rigida Moench
- Cervaria rivinii Gaertn.
- Ligusticum cervaria (L.) Spreng.
- Oreoselinum elaphoboscum Delarbre
- Oreoselis cervaria (L.) Raf.
- Selinum glaucum Lam.[4]